# Ukraine Siren Alerts
Ukraine Siren Alerts (UASA) — це система оповіщення про сирену, створена ізраїльським студентом Бернардом «Боазом» Мердлером. Система автоматично сповіщає користувачів про сирени в Україні, використовуючи дані муніципалітетів та міст, які розміщують сповіщення на своєму веб-сайті, і заснована на ізраїльській системі червоного кольору, яка сповіщає користувачів, коли сирена лунає в будь-якому місці Ізраїлю. Спочатку система була запущена в Twitter, але з тих пір поширилася на канали Telegram і Facebook, а наразі розробляється система на основі SMS. UASA також має функцію карти, яка дозволяє людям бачити всі активні сповіщення по всій Україні.
UASA офіційно запустили 1 березня 2022 року, використовуючи прямі трансляції для інтерпретації, коли лунає сирена. Пізніше Moerdler покращив це у версії 2, яка використовувала інформацію від муніципалітетів та міст для створення сповіщень. Програма була запущена в окремих районах, але швидко розширилася, охопивши всю країну до кінця березня. Майбутній план програми – розробка програми та веб-сайту, які допоможуть сповіщати користувачів про сирени, а також показувати, чому сирена спрацювала в певній місцевості.
 

## Історія
Розвиток програми почався з початком російського вторгнення в Україну 2022 року. На створення програми Моердлер надихнувся після розмов зі своєю дівчиною-українкою, яка має родичів у країні. «Спочатку я почала досліджувати цю ідею після розмов зі своєю дівчиною, яка родом з України, про системи, які у них є в країні. Після цього я детальніше дослідив цю систему і виявив, що вона досить застаріла в порівнянні з тими, які ми маємо тут, в Ізраїлі», - зауважив Мердлер в інтерв'ю ізраїльській новинній мережі i24 News .
Перша версія програми прослуховувала прямі трансляції в окремих районах по всій Україні та виявляла сирени за звуковими даними. Коли вона виявляла сирену, програма надсилала повідомлення на платформи, на яких вона працювала. У другій ітерації системи UASA збирає дані, опубліковані муніципалітетами та містами, які розміщують свої сповіщення на власному веб-сайті та в соціальних мережах. Потім він бере дані та автоматично публікує їх на своїх сторінках у соціальних мережах.
У майбутньому програма матиме веб-сайт і додаток, за допомогою якого користувачі зможуть отримувати сповіщення про регіони. Крім того, було зазначено, що SMS-повідомлення знаходяться в розробці.

## Підтримувані регіони
Спочатку UASA розпочав лише підтримку міста Києва, а потім перейшов на підтримку майже всієї країни, крім Херсона, посилаючись на те, що це неможливо через захоплення території російськими військами.
| Назва регіону             | Статус підтримки                  |
| ------------------------- | --------------------------------- |
| Черкаська область         | Повна підтримка                   |
| Чернігівська область      | Повна підтримка                   |
| Чернівецька область       | Тільки оповіщення по всій області |
| Дніпропетровська область  | Повна підтримка                   |
| Донецька область          | Повна підтримка                   |
| Івано-Франківська область | Тільки оповіщення по всій області |
| Харківська область        | Повна підтримка                   |
| Херсонська область        | Неможливо додати                  |
| Хмельницька область       | Повна підтримка                   |
| Кіровоградська область    | Повна підтримка                   |
| Київ (Муніципалітет)      | Повна підтримка                   |
| Київська область          | Повна підтримка                   |
| Луганська область         | Повна підтримка                   |
| Львівська область         | Тільки оповіщення по всій області |
| Миколаївська область      | Повна підтримка                   |
| Одеська область           | Повна підтримка                   |
| Полтавська область        | Повна підтримка                   |
| Рівненська область        | Повна підтримка                   |
| Сумська область           | Повна підтримка                   |
| Тернопільська область     | Тільки оповіщення по всій області |
| Вінницька область         | Повна підтримка                   |
| Волинська область         | Тільки оповіщення по всій області |
| Закарпатська область      | Тільки оповіщення по всій області |
| Запорізька область        | Повна підтримка                   |
| Житомирська область       | Тільки оповіщення по всій області |